# Prof. Claus Gatterer-Preis
Der Prof. Claus Gatterer-Preis für sozial engagierten Journalismus wurde 1984, im Todesjahr von Claus Gatterer, von den beiden ORF-Journalisten Hans Preiner und Fred Turnheim vorgeschlagen und 1985 vom Österreichischen Journalisten Club (ÖJC) geschaffen. Nach der Kontroverse um Sponsorengelder wurden seit 2021 keine Sponsorengelder mehr eingenommen und kein Preisgeld mehr ausgezahlt. Am 9. Juni 2023 ging die Marke Prof. Claus Gatterer-Preis vom Österreichischen Journalisten Club an die Michael-Gaismair-Gesellschaft Bozen.

## Geschichte bis 2021
Der Preis soll an den Grenzgänger, Publizisten und Journalisten Claus Gatterer erinnern. Gatterer wurde 1924 in Sexten geboren, arbeitete in Südtirol und Österreich. 1986 wurde der Preis erstmals in Südtirol vergeben. Ab 1992 wurde er alternierend in Südtirol und Österreich vom ÖJC verliehen. Ursprünglich war der Gatterer-Preis mit 50.000 Schilling, dann mit 5.000 Euro dotiert. Zum Großteil finanziert hatte ihn bis 2018 das Land Südtirol. 2018 wurde die Preissumme auf 10.000 Euro erhöht, dafür forderte der ÖJC allein von der Südtiroler Landesregierung 30.000 Euro. Für 2019 übernahmen das Land Burgenland und die Esterhazy-Gruppe die Hauptlast. Als Mitfinanzierer traten unter anderem Casinos Austria, Flughafen Wien, Red Bull, Oberbank, Siemens und die Wiener Städtische Versicherung auf. Unterstützt wurde der Preis zudem von der Gemeinde Sexten, die unter ihrem ehemaligen Bürgermeister Willi Rainer auch eine Claus-Gatterer-Bibliothek und das Claus-Gatterer-Dokumentationszentrum gegründet hat.
Für die Verleihung des Gatterer-Preises im Jahr 2020 gab der ÖJC auf seiner Website bekannt, den Preis aufgrund der COVID-19-Pandemie „auszusetzen“. 2022 wurde der Prof. Claus Gatterer-Preis vom Österreichischen Journalisten Club das letzte Mal im Rahmen des ÖJC-Medientages vergeben. Am 9. Juni 2023 wurden die Namensrechte und die Preisvergabe von der neuen ÖJC-Führung unter Präsident Ing. Norbert Welzl an das Land Südtirol und die Michael-Gaismair-Gesellschaft übertragen.  

## Kontroverse und Neugründung

### Ablehnung der Auszeichnung durch den designierten Preisträger Markus Wilhelm
2019 wählte die Jury Markus Wilhelm als Preisträger, doch dieser lehnte den Preis ab. In seiner Erklärung bezeichnete er die Vergabe an ihn als „Missverständnis“, da er sich nicht als Journalisten, sondern als „politischen Aktivisten, der halt schreibt“, sehe. Zudem erklärte er, nichts mit dem ÖJC und den Sponsoren des Preises (das Land Burgenland und die Esterhazy-Gruppe) zu tun haben zu wollen. Er schlug vor, das Preisgeld in der Höhe von 10.000 Euro auf ein Treuhandkonto einzuzahlen und unter den „so übel ausgebeuteten belarussischen OrchestermusikerInnen und ChorsängerInnen der Festspiele Erl“ aufzuteilen. Wilhelm bekannte in seiner Erklärung weiters, dass sein persönliches Verhältnis zu Gatterer zu dessen Lebzeiten konfliktbehaftet gewesen war. Eine Anfrage zur Mitarbeit an der von Wilhelm herausgegebenen Zeitschrift Föhn hatte Gatterer kurz vor seinem Tod 1984 per Brief abgelehnt: „Ich möchte nicht neben Ihnen auf einem Zeitschriftendeckel stehen.“
Nach Wilhelms Absage entschied die Jury, den Preis an das Fußballmagazin Ballesterer zu vergeben. Der Name Markus Wilhelm und die Begründung seiner Ablehnung wurden in der neuen Aussendung des ÖJC über die Preisverleihung nicht mehr erwähnt.

### Kontroverse um den Österreichischen Journalisten Club und Sponsorengelder
Wenig später veröffentlichte Markus Wilhelm den Artikel Die Herren vom „Österreichischen Journalisten Club“ und ihr Geschäftsmodell „Claus-Gatterer-Preis“, in dem er seine Kritik ausweitete und ein Missverhältnis zwischen der Höhe des Preisgelds und den Kosten für die Sponsoren, insbesondere für das Land Südtirol, beklagte. Laut Wilhelm sei der Preis ein „Geschäftsmodell“.
Als Reaktion auf die von Wilhelm geäußerte Kritik, wonach unter anderem nur ein kleiner Bruchteil der von Sponsoren erhaltenen Gelder an die jährlich nominierten Preisträger ausbezahlt würde, zogen sich das Land Burgenland und die Esterhazy-Betriebe als Sponsoren des Claus Gatterer-Preises im September 2019 mit sofortiger Wirkung zurück.
Am selben Tag erklärten 29 Träger des Claus Gatterer-Preises in einem Offenen Brief, dass sie den Österreichischen Journalisten Club „nicht mehr für geeignet“ halten, „den Claus-Gatterer-Preis auszurichten“. Gefordert wird, den „völlig illegitimen ‚markenrechtlichen Schutz‘ dieses Preises aufzuheben“. Man wolle dafür sorgen, dass der Preis „von einer über jeden Verdacht erhabenen Institution ausgerichtet und durch eine unabhängige Jury gemeinsam mit dem Land Südtirol und Sexten, der Heimatgemeinde Claus Gatterers, weiter verliehen wird“.

### Gründung einer neuen Auszeichnung
Am 27. Jänner 2021 wurde ein neuer Preis mit dem Titel „Auszeichnung für hervorragenden Journalismus im Gedenken an Claus Gatterer“ in Wien präsentiert. Dieser wird künftig vom Presseclub Concordia gemeinsam mit der Michael-Gaismair-Gesellschaft Bozen durch eine Jury, die mit laut Süddeutscher Zeitung „besten“ Journalisten des Landes besetzt ist, darunter ORF-Moderator Armin Wolf und Puls-4-Moderatorin Corinna Milborn, vergeben. Den Vorsitz der Jury unterhält der ehemalige Club-2-Moderator und „Weggefährte“ von Claus Gatterer, Peter Huemer. Der Österreichische Journalisten Club spielt bei dieser Auszeichnung keine Rolle mehr. Finanziert wird der mit 10.000 Euro dotierte Preis vom Land Südtirol. Zum ersten Mal wurde er im Juni 2021 in Sexten an Ed Moschitz vergeben.

„Die Auszeichnung erinnert an einen der ganz großen Journalisten der Zweiten Republik und würdigt Arbeiten, die dem Geist aufgeklärter Toleranz, dem Wissen um unsere Vergangenheit, der besonderen Sorge um soziale und ethnische Minderheiten und dem Zusammenleben in einer offenen sozialen Gesellschaft verpflichtet sind.“

### Reaktion des Österreichischen Journalisten Club (ÖJC)
In einer Presseaussendung des Österreichischen Journalisten Club einen Tag vor der Präsentation des Presseclub Concordia informierte der ÖJC über den Weiterbestand seines eigenen Preises, welcher nunmehr ohne Sponsoren und ohne Preisgeld vergeben werden soll, und ließ folgendes verlauten:

„Um die Unabhängigkeit des Journalismus vor politischer und wirtschaftlicher Einflussnahme zu schützen, wird es künftig keine Sponsoren für die „Österreichischen Journalistenpreise“ geben. Daher wird auch kein Preisgeld ausgeschüttet. (...)
Preisgelder können und sollen kein Ersatz für ordentliche Beschäftigungsverhältnisse von Journalist*innen sein.“

### Übertragung der Namensrechte
Das im Juni 2022 neu gewählte Präsidium des Österreichischen Journalisten Clubs übertrug am 9. Juni 2023 die Namensrechte vom ÖJC an die Michael-Gaismair-Gesellschaft in Bozen.
Begründet wurde dieser Schritt mit einer Konzentration auf die österreichischen Journalismuspreise des ÖJC und deren strategische Neuausrichtung sowie die Beilegung des vorangegangenen Konflikts in Bezug auf die Finanzierung des Preises.

## Preisträger
| Jahr                                                                       | Preisträger                                                             | Ehrende Anerkennung                                                     |
| -------------------------------------------------------------------------- | ----------------------------------------------------------------------- | ----------------------------------------------------------------------- |
| 1985                                                                       | Falter                                                                  |                                                                         |
| 1986                                                                       | Melita Sunjic                                                           |                                                                         |
| 1989                                                                       | Tessa Prager                                                            |                                                                         |
| 1990                                                                       | Franz Fluch                                                             |                                                                         |
| 1993                                                                       | Albert Malli                                                            |                                                                         |
| 1994                                                                       | Ulrich Ladurner                                                         |                                                                         |
| 1995                                                                       | Peter Resetarits                                                        | Eva Menasse, Thomas Rottenberg                                          |
| 1996                                                                       | ORF-Minderheitenredaktion Heimat, fremde Heimat unter Helmut Kletzander | Julius Kratky, Josef Stricker                                           |
| 1997                                                                       | an.schläge                                                              | Beate firlinger & Ina Zwerger, Elisabeth Ohnemus                        |
| 1998                                                                       | Cornelia Krebs                                                          | Petra Hillinger                                                         |
| 1999                                                                       | Martin Voill                                                            | Medien HS Loquaiplatz                                                   |
| 2000                                                                       | RedaktionKreuz & Quer                                                   | Nachbar in Not                                                          |
| 2001                                                                       | Andreas Feiertag                                                        | Hakan Gürses                                                            |
| 2002                                                                       | Florian Klenk                                                           | Augustin                                                                |
| 2003                                                                       | Robert Gordon (Journalist)                                              | Südwind-Magazin                                                         |
| 2004                                                                       | Elisabeth Ohnemus                                                       | Gerhard Roth                                                            |
| 2005                                                                       | Christoph Franceschini und Helmut Lechthaler                            | Elke Maria Fertschey                                                    |
| 2006                                                                       | Gabi Zornig                                                             | Thomas Hanifle                                                          |
| 2007                                                                       | Armin Wolf                                                              | Julia Ortner                                                            |
| 2008                                                                       | Margaretha Kopeinig                                                     |                                                                         |
| 2009                                                                       | Karl Prossliner                                                         |                                                                         |
| 2010                                                                       | Edith Meinhart                                                          | Johannes Kaup                                                           |
| 2011                                                                       | Zoran Dobric                                                            | Andreas Zinggl                                                          |
| 2012                                                                       | Ursula Scheidle und Arno Aschauer                                       | La Usc di Ladins                                                        |
| 2013                                                                       | Nina Horaczek                                                           | Saskia Jungnikl                                                         |
| 2014                                                                       | Sabina Zwitter-Grilc                                                    | dossier.at                                                              |
| 2015                                                                       | Dietmar Telser, Benjamin Stöß und Thorsten Schneiders                   | Blickpunkte. Magazin für Häfnkultur und Menschenrechte                  |
| 2016                                                                       | Yilmaz Gülüm                                                            | Katharina Weinmann                                                      |
| 2017                                                                       | Nora Zoglauer                                                           | Kira Preckel und Hanna Herbst (Österreichische Liga für Menschenrechte) |
| 2018                                                                       | Nina Strasser                                                           | Jürgen Pettinger                                                        |
| 2019                                                                       | Markus Wilhelm (zuerkannt, aber abgelehnt) Ballesterer                  | Beate Haselmayer                                                        |
| 2020                                                                       | Preisvergabe ausgesetzt                                                 |                                                                         |
| 2023                                                                       | Daphne Hruby                                                            |                                                                         |
| Auszeichnung für hervorragenden Journalismus im Gedenken an Claus Gatterer |                                                                         |                                                                         |
| 2021                                                                       | Ed Moschitz                                                             |                                                                         |
| 2022                                                                       | Lukas Matzinger                                                         |                                                                         |
| 2023                                                                       | Daniela Prugger                                                         |                                                                         |
| 2024                                                                       | Barbara Bachmann                                                        |                                                                         |
| 2025                                                                       | Julia Herrnböck                                                         |                                                                         |